# Julian Ochocki
Julian Ochocki – postać fikcyjna, drugoplanowy bohater powieści Bolesława Prusa pt. Lalka.
Pochodzi z arystokracji, jest kuzynem Izabeli Łęckiej. Wyróżnia się na tle swej klasy społecznej pragmatycznymi zainteresowaniami – swoistym wręcz niezwykłym kultem nauki i techniki, czemu daje wyraz prowadząc różnorodne badania. Żyje w przeciwieństwie do Ignacego Rzeckiego przyszłością, marzy o stworzeniu epokowego wynalazku, który zrewolucjonizuje świat, czyli wielkiej machiny latającej. Rozbudza w Wokulskim jego dawne zainteresowania, a po jego powrocie z Paryża jest urzeczony pracą i wizją Geista. Ostatecznie wyjeżdża z kraju, nie znajdując odpowiednich warunków do rozwoju.
Jest typowym pozytywistą, człowiekiem przesiąkniętym zachodnimi ideami, które jednak nie mogą się ziścić w polskich warunkach. Prus w tej postaci najprawdopodobniej sportretował Juliana Ochorowicza, swego przyjaciela.

## Odniesienia w kulturze
Postać Juliana Ochockiego pojawia się w filmie Lalka, w którym w rolę bohatera wcielił się Jan Machulski, a także w serialu telewizyjnym o tym samym tytule (Andrzej Zaorski).
Julian Ochocki (jako O Ho Kyi) pojawia się w (mikro)powieści Jacka Dukaja „Imperium chmur” opublikowanym w zbiorze „Inne światy”. W zamian za pomoc w odzyskaniu przez Polskę niepodległości, przekazał on Japończykom tajemnicę budowy latających okrętów przy użyciu materiału odkrytego przez Geista.